# Jan Tollius
Pour les articles homonymes, voir Tollius.
Jan Tollius, Joannes Tollius ou Giovanni Tollio, né vers 1550 à Amersfoort et mort après 1603, probablement à Copenhague, est un compositeur des Pays-Bas ayant aussi travaillé en Italie et au Danemark.

## Biographie

### Pays-Bas
Son premier poste est celui de musices moderator à l'église Notre-Dame d'Amersfoort, sa ville natale. La réforme protestante atteignant Amersfoort en 1578, Tollius quitte son pays pour l'Italie.

### Italie
Il y occupe plusieurs postes, plus ou moins prestigieux, dans lesquels il aurait laissé le souvenir d'un homme impétueux pas toujours soucieux d'orthodoxie. En 1583, il devient maître de chapelle à la cathédrale de Rieti, puis, vers 1587, à la cathédrale d'Assise. Il rejoint ensuite, en 1588, la chapelle de l’évêque de Padoue, où il sert jusqu'en 1601. 
Tollius rencontre Eric van der Putte (Erycius Puteanus) lors du voyage à Padoue de ce dernier. Ce savant néerlandais renommé, auteur d’un traité sur la musique, datant de 1599, le cite dans une lettre écrite à Milan et destinée à Lorenzo Pignorio de Padoue, pour le prier de bien vouloir transmettre ses salutations à son compatriote Tollius. Il est, ici, qualifié de « homme de bon caractère et excellent dans le domaine de la musique, un art que j’aime. »
Tollius rejoint l’Ordre des frères mineurs avant 1585, en est exclu, puis, peu après, réintégré. En 1589, il est accusé d'hérésie, puis, pour se réconcilier avec l'Église, est aidé par l'évêque d'Assise, qui le qualifie de « bon catholique mais très impétueux ». Signe, à tout le moins, que ses rapports avec la hiérarchie catholique ont été difficiles.

### Danemark
Dans les années 1590, Tollius avait déjà renforcé ses liens avec ses compatriotes protestants du Nord, comme le montrent plusieurs de ses dédicaces. On observe également que ses deux publications de 1597 sont imprimées à Genève, ville calviniste, aux frais d'un marchand-libraire de Heidelberg, ville également calviniste.
Il quitte l'Italie en 1601 pour travailler à la chapelle du souverain Christian IV de Danemark, dans une cour d'obédience luthérienne. Il y travaille jusqu'en 1603, date à laquelle on perd sa trace. Comme sa maison de Copenhague fait l'objet en 1629 d'une transaction avec (entre autres) ses neveux Dirck van Toll et Johan van Toll, d'Utrecht, on suppose que c'est là qu'il meurt.

## Œuvres

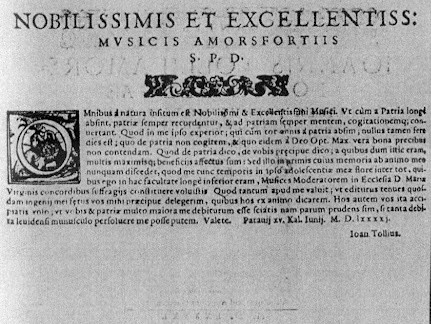
Dédicace du Liber primus motectorum quinque vocum aux musiciens d’Amersfoort (Venise, 1591).

- Motecta de dignitate et moribus sacerdotum, trium vocum, Venise, 1590[2].
- Liber primus motectorum quinque vocum, Venise, Angelo Gardano, 1591, 5 vol., 4° obl., RISM T 911.

Comprend une dédicace aux musiciens d’Amersfoort, sa ville natale.
- Motectorum quinque vocum liber secundus, Venise, Angelo Gardano, 1591, 5 vol., 4° obl., RISM T 912.

Dans ces recueils, il se présente comme Belga, d’après le nom latin des anciens Pays-Bas. Un motet du second recueil est publié dans Kongsted 1988.
- Moduli trium vocum, e sacris bibliis plerique omnes desumpti, Genève, impr. par Jean II de Tournes pour] Heidelberg, Jérôme Commelin, 1597, 3 vol., 4° obl., RISM T 913, Guillo 1991 Index 79, GLN-3952.

Ce volume contient, au début, un chant de Noël néerlandais qui rappelle évidemment au lecteur l'origine du compositeur et par lequel celui-ci a peut-être exprimé sa nostalgie du pays natal.
Un motet est publié dans Kongsted 1988.
L'ensemble est publié dans : Jan Tollius, Opera omnia vol. III, éd. Simon H. Groot (Amersfoort, 2002).

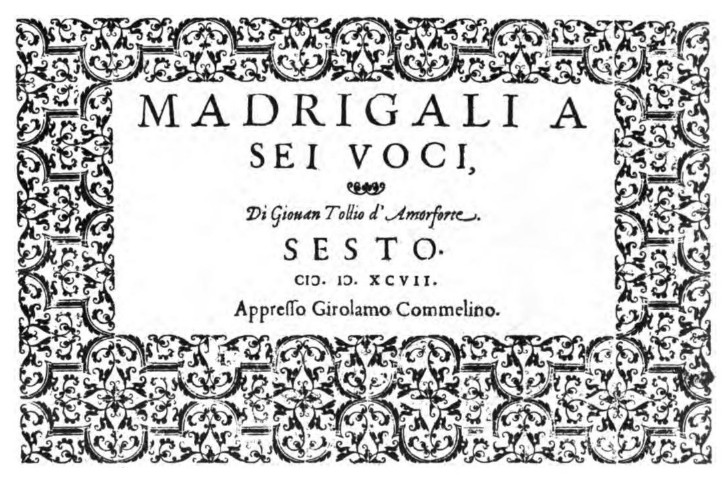
Page de titre du recueil des Madrigaux à six voix (Genève-Heidelberg, 1597).

- Madrigali a sei voci, [Genève : impr. par Jean II de Tournes pour] Heidelberg, Jérôme Commelin, 1597, 6 vol. 4° obl., RISM T 914, Guillo 1991 Index 79 bis, GLN-3953.

Dédié aux membres du Collegium Musicum d’Amsterdam, association de musiciens vraisemblablement dirigée à cette époque par Jan Pieterszoon Sweelinck. Peut-être contribua-t-elle aux frais de publication.
Pièces publiées dans Zesstemmige madrigalen, éd. Max Seiffert. Amsterdam, De Algemeene muziekhandel, Stumpff & Koning, Leipzig, Breitkopf & Härtel, 1901 (numérisé sur Internet Archive).
Aussi publiées dans Jan Tollius Opera omnia vol. IV, éd. Simon H. Groot (Amersfoort, 2003).
Aussi publiées dans les Moduli trium vocum (1597), éd. Ole Kongsted (Copenhague, Capella Hafniensis, 2005).
On trouve aussi un madrigal de Tollius dans chacun des recueils suivants :
- Laudi d'amore : madrigali a cinque voci de diversi eccellenti musici di Padova. Novamente poste in luce..., Venise, Ricardo Amadino, 1598, RISM 15987. (contient un madrigal de Tollius à cinq voix.).
- Madrigali de diversi a quattro voci raccolti da Gio. Maria Radino organista in San Giovanni in Verdare di Padoa & novamente posti in luce, Venise, Ricardo Amadino, 1598, RISM 15989 (contient un madrigal de Tollius à quatre voix).

Sur le plan stylistique, la musique de Tollius est très expressive et plutôt débarrassée des contraintes contrapuntiques. Elle use d'effets déclamatoires, d'homophonies et de madrigalismes, de dissonances non préparées, d'octaves ou de quintes parallèles et des sixtes augmentées. Sans faire de lui un compositeur du premier baroque, elle le fait tout de même ranger parmi les compositeurs progressistes. Elle a été suffisamment remarquée de son temps pour que Claudio Monteverdi paraphrase sa musique sur le sonnet de Pétrarque Zefiro torna dans son Sixième livre de madrigaux (1614).

## Discographie
- Canticum canticorum : das Hohelied der Liebe in Motetten alter Meister. Vokalensemble Cantos, Osnabrück, dir. Johannes Rahe, 1 CD Carus 83.123 (1991), contient le motet Ego flos campis, à cinq voix.
- Kronborg motets, pièces de Leonhard Lechner, Bertholusius, Jan Tollius et autres, Capella Hafniensis, 1 CD Kontrapunkt (1992), contient le motet Dies mei transierunt.
- O quam dulcis : choral music from the time of Christian IV, Copenhague, Chœur de l'Université, 1 CD 2688483 (1995).
- Royal music from the courts of Kings frederik II & Christian IV, Royal Danish Brass, 1 CD DaCapo DCCD9020, contient deux madrigaux de Tollius.